# Кубок України з футболу серед аматорів 2016—2017
Кубок України з футболу серед аматорських команд 2016—2017 — 20-й розіграш Кубка України під егідою ААФУ.

## Учасники
У розіграші Кубка братимуть участь 27 аматорських команд із 16 областей України.
| Команда        | Місто/село                    | Область           |
| -------------- | ----------------------------- | ----------------- |
| «Авангард»     | м. Корюківка                  | Чернігівська      |
| ФК «Бершадь»   | м. Бершадь                    | Вінницька         |
| «Вікторія»     | смт Миколаївка                | Сумська           |
| ФК «Врадіївка» | смт Врадіївка                 | Миколаївська      |
| «Гірник»       | м. Соснівка                   | Львівська         |
| СКК «Демня»    | с. Демня                      | Львівська         |
| «ДСО-Поділля»  | Тернопільський район          | Тернопільська     |
| «Джуніорс»     | с. Шпитьки                    | Київська          |
| «Єдність»      | с. Плиски                     | Чернігівська      |
| МФК «Житомир»  | м. Житомир                    | Житомирська       |
| «Квадро»       | м. Первомайський              | Харківська        |
| «Колос»        | смт Зачепилівка               | Харківська        |
| «Колос»        | с. Хлібодарівка               | Херсонська        |
| ФК «Львів»     | м. Львів                      | Львівська         |
| «Маяк»         | м. Сарни                      | Рівненська        |
| ФК «Миколаїв»  | м. Миколаїв                   | Львівська         |
| «Нова Поліція» | м. Кропивницький              | Кіровоградська    |
| ОДЕК           | смт Оржів                     | Рівненська        |
| «Оскар»        | с. Підгір’я                   | Івано-Франківська |
| «Патріот»      | с. Кукавка                    | Вінницька         |
| ФК «Самбір»    | м. Самбір                     | Львівська         |
| ФСК «Слобода»  | с. Слобода                    | Чернівецька       |
| «Случ»         | м. Старокостянтинів           | Хмельницька       |
| «Таврія-Скіф»  | с. Роздол                     | Запорізька        |
| «Факел»        | м. Липовець                   | Вінницька         |
| «Фрунзівець»   | м. Ніжин                      | Чернігівська      |
| «Чайка»        | с. Петропавлівська Борщагівка | Київська          |

## Попередній етап
Матчі відбулися з 31 серпня по 9 жовтня 2016 року.
| Команда 1     | Заг.    | Команда 2      | 1-й матч | 2-й матч |
| ------------- | ------- | -------------- | -------- | -------- |
| «Факел»       | 0:2     | «Фрунзівець»   | 0:2      | 0:0      |
| «Колос» Х     | 0:5     | «Колос» З      | 0:5      | -:+      |
| ФК «Миколаїв» | 4:4 (ч) | «Случ»         | 3:0      | 1:4      |
| ФК «Самбір»   | 2:1     | «ДСО-Поділля»  | 1:0      | 1:1      |
| «Джуніорс»    | 3:1     | «Патріот»      | 2:0      | 1:1      |
| ФК «Бершадь»  | 2:5     | «Нова Поліція» | 1:1      | 1:4      |
| «Маяк»        | 7:2     | ФСК «Слобода»  | 5:0      | 2:2      |
| «Вікторія»    | +:-     | «Авангард»     | +:-      | +:-      |
| «Квадро»      | 2:8     | «Таврія-Скіф»  | 0:2      | 2:6      |
| ФК «Львів»    | 1:1 (ч) | «Оскар»        | 0:0      | 1:1      |
| СКК «Демня»   | 2:1     | МФК «Житомир»  | 2:1      | 0:0      |

## 1/8 фіналу
Матчі відбулися з 8-26 жовтня 2016 року.
| Команда 1      | Заг.           | Команда 2      | 1-й матч | 2-й матч |
| -------------- | -------------- | -------------- | -------- | -------- |
| «Чайка»        | 4:3            | «Фрунзівець»   | 2:3      | 2:0      |
| «Гірник»       | 3:1            | ФК «Миколаїв»  | 1:0      | 2:1      |
| СКК «Демня»    | 4:0            | «Маяк»         | 3:0      | 1:0      |
| «Вікторія»     | 4:1            | «Єдність»      | 2:0      | 2:1      |
| «Таврія-Скіф»  | 1:1 (пен. 2:4) | «Колос» З      | 0:1      | 1:0      |
| ФК «Врадіївка» | 2:3            | «Нова Поліція» | 1:0      | 1:3      |
| ФК «Львів»     | 4:0            | ФК «Самбір»    | 2:0      | 2:0      |
| «Джуніорс»     | 2:3            | ОДЕК           | 1:2      | 1:1      |

## 1/4 фіналу
Матчі відбулися 19 та 26 квітня 2017 року.
Під час зимової перерви «Гірник» змінив назву на «Рочин».
| Команда 1      | Заг. | Команда 2   | 1-й матч | 2-й матч |
| -------------- | ---- | ----------- | -------- | -------- |
| ОДЕК           | 3:1  | «Рочин»     | 1:1      | 2:0      |
| ФК «Львів»     | 2:3  | СКК «Демня» | 1:2      | 1:1      |
| «Нова Поліція» | 4:2  | «Вікторія»  | 2:1      | 2:1      |
| «Колос» З      | -:+  | «Чайка»     | -:+      | -:+      |

## 1/2 фіналу
Матчі відбулися 3 та 10 травня 2017 року.
| Команда 1 | Заг. | Команда 2      | 1-й матч | 2-й матч |
| --------- | ---- | -------------- | -------- | -------- |
| ОДЕК      | 1:2  | СКК «Демня»    | 0:1      | 1:1      |
| «Чайка»   | 4:0  | «Нова Поліція» | 3:0      | 1:0      |

## Фінал
Матчі відбулися 18 та 25 червня 2017 року.
| Команда 1 | Заг. | Команда 2   | 1-й матч | 2-й матч |
| --------- | ---- | ----------- | -------- | -------- |
| «Чайка»   | 5:1  | СКК «Демня» | 2:0      | 3:1      |

| Володар Кубка України серед аматорів 2016—2017 |
| ---------------------------------------------- |
| «Чайка» Вдруге                                 |